# Jazzchor Freiburg
Der Jazzchor Freiburg unter der Leitung von Bertrand Gröger wurde im Jahre 1990 gegründet.
Tourneen durch Deutschland, Korea, Japan und Russland, Konzerte in Frankreich, Tschechien, Polen, Italien, Österreich, der Schweiz und Dänemark, die Zusammenarbeit mit Weltstars wie Bobby McFerrin, den Swingle Singers oder den Bamberger Symphonikern, die Veröffentlichung von CDs sowie die Teilnahme an Chorwettbewerben, die sämtlich in ersten Preisen mündeten (z. B. Deutscher Chorwettbewerb 1998, Chorolympiade Korea 2002), machten den Chor national und international bekannt.

## Auftritte und Programme
Der Jazzchor Freiburg wurde 1990 von Bertrand Gröger gegründet. Tourneen und Konzerte in Japan, Korea, Russland, Deutschland, Frankreich, Tschechien, Polen, Italien, Österreich, der Schweiz und Dänemark, die erfolgreiche Teilnahme an Wettbewerben (u. a. 1. Preis beim Deutschen Chorwettbewerb 1998 und 1. Preis bei der Chorolympiade in Korea 2002), CD-Produktionen („Hammenoma“, „Live in Japan“) sowie Rundfunk- und Fernsehsendungen machten den Chor national und international bekannt.
Der Chor gastiert auf Festivals (z. B. International Jazz Vocal Festival Russia, Montreux Jazz Festival, Rheingau Musik Festival), in Konzertsälen (u. a. „Sunflower Hall“, Yokohama; „Cappella“, St. Petersburg; „Palais de la Musique“, Strasbourg, Konzerthaus Wien, Großes Festspielhaus Salzburg), in Kirchen (Klosterkirche, Zlatá Koruna; „Christianskirken“, Århus; Dom in Magdeburg), wie auch in Jazzclubs („Sweet Basil Club“, Tokyo; „Jazz Art Club“, Moskau; „Stadtgarten“, Köln).
Das Programm des Jazzchors umfasst Vocal Jazz von Swing bis Fusion mit dem Versuch des Brückenschlags zwischen E- und U-Musik, Anspruch und Unterhaltung. Die größtenteils von Gröger arrangierten Titel von z. B. Miles Davis, John Coltrane oder Nat King Cole bekommen neue Farben durch Scat-Chorsätze, Kollektiv-Rap und Shout-Chorusse. Durch gelegentliche Ausflüge in die Welt von Manhattan Transfer oder den New York Voices bringt der Chor zudem Bekanntes in vervielfachter Quartettbesetzung zu Gehör.
Neben einigen A-Cappella-Stücken wird der Chor in den Konzerten von seiner Band mit Klavier, Kontrabass und Schlagzeug begleitet. Die Besetzung wird oftmals auch durch Gastsolisten mit Saxophon, Stepptanz oder Gesangssoli erweitert. Es wurde u. a. mit Künstlern wie den Swingle Singers, Bernd Schlott, Torun Eriksen, Cécile Verny, Norbert Gottschalk, Fabienne Ambühl, Neele Pfleiderer oder Tap for Two zusammengearbeitet.
Außerhalb des Vocal-Jazz-Programms kamen seither auch Projekte mit Bobby McFerrin („Circlesongs“, „VOCabuLarieS“), Lukas DeRungs (Kosmos Suite), den Bamberger Symphonikern („der und die (das)“ von Bertrand Gröger), dem Philharmonischen Orchester Freiburg („Daphnis & Chloë“ von Maurice Ravel), der Basel Sinfonietta („Porgy & Bess“ von George Gershwin) und der Hannover Big Band („Concert of Sacred Music“ von Duke Ellington) zur Aufführung.

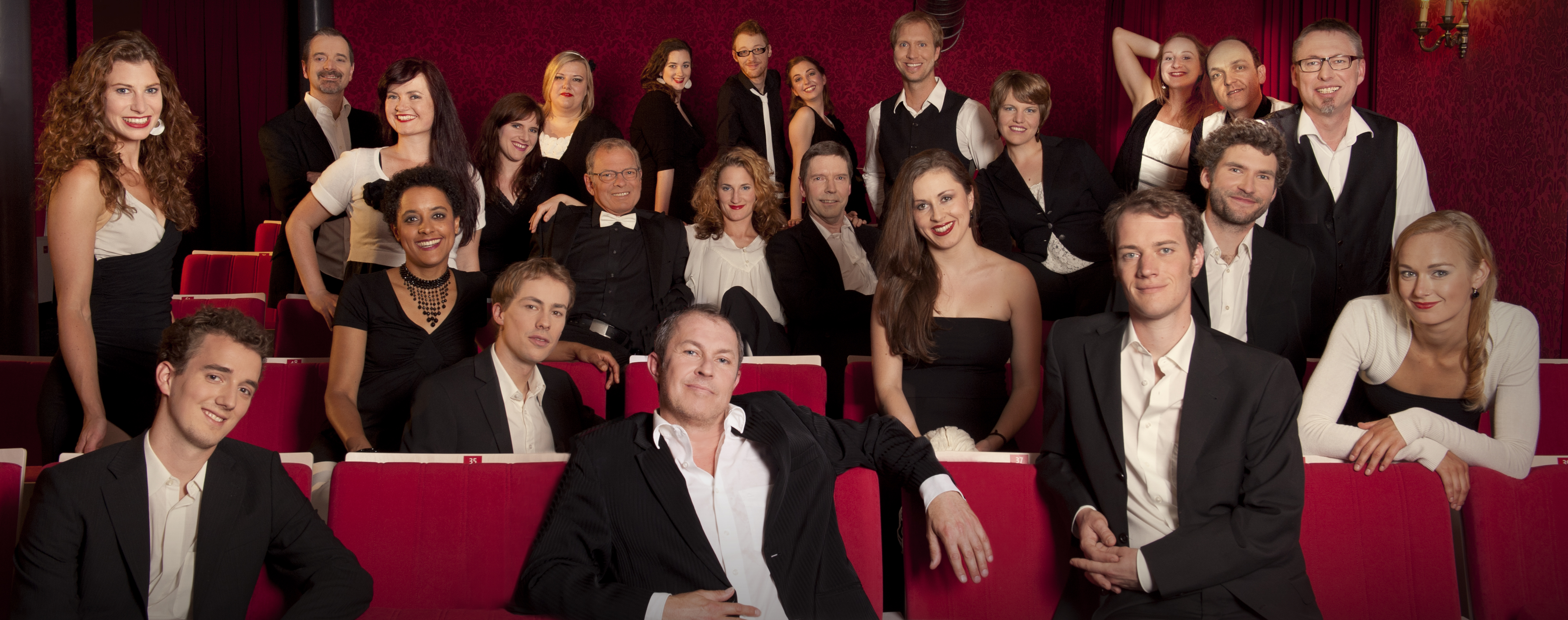
Jazzchor Freiburg

## Der Chorleiter
Bertrand Gröger, 1963 in Wolfsburg geboren, in Bremen aufgewachsen, studierte in Freiburg und Paris Klassik sowie in Hamburg Jazz. Mit seiner Band „Tune Up“ und dem klassischen Ensemble „Trio Grande“ gab Gröger Konzerte in Deutschland, der Schweiz, Frankreich, Spanien und Südafrika und machte mit diesen Besetzungen Rundfunk- und Fernsehproduktionen.
1990 gründete Gröger den Jazzchor Freiburg, mit dem er bisher Tourneen in ganz Europa, Japan und Korea unternahm sowie bei allen Wettbewerbsteilnahmen erste Preise errang (Italien 1997, Deutschland 1998, Korea 2002). Für seine Tätigkeit als Chorleiter wurde ihm 1997 der ZMF-Preis verliehen.
Auf dem Gebiet Komposition/Arrangement ist Gröger Autodidakt und war 1989 Preisträger im Internationalen Kompositionswettbewerb in Berlin. Er arrangiert und komponiert einen Großteil des Jazzchor-Freiburg-Repertoires, veröffentlichte bei Ricordi und schrieb Auftragswerke für die Swingle Singers, die Bamberger Symphoniker, das WDR-Rundfunkorchester und die Nordwestdeutsche Philharmonie.
Als Gastdirigent leitete er das Philharmonische Orchester Freiburg mit seiner Komposition „der und die (das)“ für Orchester, Jazzchor und Band sowie auf dem UNO „Festival Mondial des Enfants“ den 2000 Mitglieder zählenden Weltkinderchor aus 115 Nationen. Bei einem gemeinsamen Projekt mit Bobby McFerrin im Rahmen des „Stimmen“-Festivals leitete Gröger dessen Kompositionen.
Gröger ist Dozent an der Popakademie Baden-Württemberg in Mannheim und leitet dort den Chor der Hochschule. Seit 2004 leitet er zudem den Gospelchor Zug.
Die von ihm komponierten und den Swingle Singers eingesungenen „Loop Songs“ wurden bei Schott bzw. Hal Leonard veröffentlicht und lösten ein großes Echo aus. Der weiteren ist er Herausgeber der Chorreihe „Jazz und Pop Choir Series“.
Gröger war viele Jahre Gesangsdozent an der Jazz- und Rockschule Freiburg und Lehrbeauftragter für Jazz-Pop-Rock-Chorleitung an der Musikhochschule Würzburg. Er gab Chorleiter- und Chorsängerworkshops u. a. an den Musikhochschulen in Saarbrücken, Freiburg und Frankfurt a. M., der Landesakademie Ochsenhausen und dem AMJ („Arbeitskreis Musik in der Jugend“) sowie der Europäischen Jazzakademie. Als Juror ist Gröger bei deutschen und internationalen Chorwettbewerben tätig.

## Diskografie
- 1991 Jazzchor Freiburg Cassette

- 1995 HA-ME-NO-MA

- 1998 Duke Ellington - A Concert of Sacred Music, Lothar Krists Hannover Bigband & Jazzchor Freiburg

- 1999 Live in Japan

- 2003 Sportclub Freiburg - Wir wollen hüpfen, … wollen Spaß! (Titel Nr. 6: SCF)

- 2005 Ein Jahr danach - Tsunami-Benefiz; „Südbaden hilft“: Live-Mitschnitt der Tsunami-Benefiz-Nacht der ZMF-Preisträger vom 23. Januar 2005 im Theater Freiburg

- 2005 Commemorative Album of 2005 Korean Tour

- 2006 Commemorative Album of 2006 Korean Tour

- 2012 A Cappella

- 2015 Schwing!
- 2019 Infusion

## Auszeichnungen
- 1. Preisträger im Internationalen Chorwettbewerb, Limburg 1996

- Int. ZMF-Preis, Freiburg 1997

- 1. Preisträger im Landeschorwettbewerb, Baden-Württemberg, 1997

- 1. Preisträger im Internationalen Chorwettbewerb, Riva del Garda 1997

- 1. Preisträger im V. Deutschen Chorwettbewerb, Regensburg 1998

- Improvisationspreis, Regensburg 1998

- Interpretationspreis, Regensburg 1998

- 1. Preisträger Chorolympiade, Korea 2002

- Europäischer Kulturpreis 2006

- Verleihung des Förderpreises der Int. Bodenseekonferenz 2009